# Gaál Jenő (közgazdász)
Gávai Gaál Jenő (Pusztagerendás, 1846. szeptember 14. – Budapest, 1934. május 19.) közgazdász, jog- és államtudományi doktor, miniszteri tanácsos, műegyetemi tanár, politikus, az MTA tagja (l. 1896, r. 1908, ig. 1931).

## Élete
Középiskoláit Békéscsabán, Selmecbányán és Pozsonyban végezte; a jogot a pesti egyetemen és Bécsben hallgatta; 1871-ben szerezte meg a jog- és államtudományi doktori oklevelet. Ekkor hosszabb tanulmányi útra kelt és Bécsben az egyetemet, a polytechnikumot és kereskedelmi akadémiát látogatta s különösen kereskedelmi és nemzetgazdasági tanulmányokkal foglalkozott. Közbejött betegsége miatt útját nem folytathatván, Arad megyébe ment vissza, ahol atyja 1859-től gazdálkodott Battonya szionda pusztán 1000 kateszteri holdon. Ekkor történt, hogy Aradon a kereskedelmi s iparkamarát felállították. Ez idő tájt Gaál Aradon tartózkodott, ahol eleinte Arad megye törvényszékénél, majd később a közigazgatásnál és végül egy pénzintézetnél tiszteletbeli állásokban és mellékesen a szakirodalommal foglalkozott. 
1872 márciusában az aradi kereskedelmi s iparkamara titkárává választották, az aradi gazdasági egyesület alelnöke lett, azonkívül tevékeny részt vett mint bizottsági tag a megye, s mint tiszteletbeli főjegyző a város képviseletének tanácskozásaiban. 1873–74-ben nagyobb utazást tett a bankkérdés, közgazdaság, mezeigazdaság, ipar- és kereskedelem tanulmányozása végett Németországban, Belgiumban, Franciaországban, Svájcban és Angliában, ahol két hónapot töltött. 1878-ban a pécskai kerületben mérsékelt ellenzéki programmal, 1881-ben a világosi, 1884-ben és 1892-ben a nemzeti párt programja alapján ismét a pécskai kerületben választották meg országgyűlési képviselőnek; tagja volt a pénzügyi s gazdasági bizottságnak. 
Az 1890-es évektől nyarait felesége örökölt birtokán Elek Lökösháza pusztán töltötte, ahol egy kisebb kastélyt örököltek, melyet felújítottak. Az 1885. évi országos kiállítás alkalmával rendezett nemzetközi gazdasági kongresszuson mint titkár szerepelt. 1893-ban a magyar királyi kereskedelemügyi minisztériumban tanácsos lett, majd az iparfejlesztési és külkereskedelmi főosztály vezetője. Ugyanebben az évben a műegyetem a nemzeti gazdaságtan tanárának hívta meg, ahol október 18-án tartotta székfoglalóját; november közepén pedig az iparoktatási tanács tagjává nevezték ki. A Pannonia viszontbiztosító társaság felügyelő bizottságának is tagja volt. 
1894-től 1916-ig a műegyetemen tanította a nemzetgazdaságtant. 1908-től főrendiházi tagként tevékenykedett, 1907 és 1913 között egyik igazgatója volt a Magyar Társadalomtudományi Egyesületnek, s elnöke a kivándorlási tanácsnak. 1916-ban vonult nyugállományba. Munkái többnyire konzervatív szemléletűek, s a gazdaságtörténet, agrárpolitika és szociálpolitika témakörében születtek.
A Főrendiház örökös tagja (1908–1918). Az MTA Nemzetgazdasági Bizottsága elnöke (1926–1934). A Magyar Társadalomtudományi Egyesület alapító igazgatója (1907–1913). Az Országos Ipari és Kereskedelmi Oktatási Tanács elnöke (1922-től). A bázeli székhelyű Nemzetközi Munkásvédelmi Egyesületben Magyarország képviselője. A Kivándorlási Tanács másodelnöke, majd elnöke.
Cikkeket írt a bank- és valuta kérdésről, Kerkapoly pénzügyminiszter nagy vasúti tervéről és egyéb politikai s napi kérdésekről az aradi s budapesti hírlapokba, így a Pesti Naplóba, Magyar Hírlapba stb. mérleg jegy vagy Alfréd névvel, de leginkább névtelenül.
Az MTA tagja (l.: 1896. máj. 15.; r.: 1908. ápr. 30.; ig.: 1931. máj. 15.).

### Házassága és gyermeke
1883. június 30-án feleségül vette báró Tomassics Miklós és györöki Edelspacher Antónia dédunokáját,nemes Varjassy Lenkét (1862–1944). Gyermekük nem születvén Varjassy Lenke egy árván maradt unokatestvérét, Varjassy Lajost (1879 Párizs–1946 Elek) fogadták örökbe 1888-ban.

## Munkái
- Jelentés az aradi kereskedelmi és iparkamara 1872-től 1874-ig és 1876-tól 1884-ig. Arad, 1875. 1877. és 1879. stb.
- Az aradi kereskedelmi és iparkamara kerületének, vagyis Arad-, Békés-, Csanád-, Hunyad- és Zaránd megyék közgazdasági leirása. Arad, 1876.
- Programmbeszéde a pécskai kerületben. Arad, 1878.
- A román kereskedelmi szerződésről. Arad, 1884.
- A mezőgazdasági válság. Előadói munkálat az 1885. okt. Budapesten tartandó gazdasági congressus alkalmával. Bpest, 1885. (Németül és franciául is megjelent. Bpest, 1885).
- A világgazdaság és a culturai egység fejlődéséről. Arad, 1886.
- Az alföldi munkásmozgalom, Bpest, 1891.
- Békés megye. Bpest, 1892. (Különnyomat a Nemzetgazdasági Szemléből.)
- Csanád megye. Bpest, 1892. (Különnyomat a Nemzetgazdasági Szemléből.)
- Carlyle Tamás társadalompolitikai rendszere (1897);
- Aradvármegye és Arad szabad királyi város közgazdasági, közigazgatási és közművelődési állapotának leírása (Arad, 1898);
- A nemzetgazdaságtan rendszere (I–II. Bp., 1899–1900);
- Berzeviczy Gergely élete és művei (Bp., 1902);
- Gróf Széchenyi István nemzeti politikája I–II. (Bp., 1903);
- Gróf Széchenyi István nemzeti politikája és jövőnk (Bp., 1903);
- Magyarország közgazdasági és társadalmi politikája a második ezredév küszöbén (Bp., 1907);
- Gróf Széchenyi István és a pesti Hengermalom-társaság (Bp., 1909);
- Jelentés a folytonos üzemek munkabeosztásával foglalkozott londoni nemzetközi értekezletről (Bp., 1912);
- Birtokpolitika (Bp., 1912);
- A falu gondozása. Thessedik Sámuel élete, alkotásai és művei (Bp., 1918);
- Bezerédj Pál emlékezete (Bp., 1920);
- Nemzetgazdasági és szociálpolitikai válogatott tanulmányainak újabb rendszeres gyűjteménye (Bp., 1932);
- Élmények és tanulságok (Önéletrajz, Magyarország Újabbkori Történetének Forrásai, Bp., 1940)
- Kataklizma 1918–1919–1920; szerk. Szakács Árpád; Kárpátia Stúdió, Köröstárkány–Kápolnásnyék, 2022

Szerkesztette az aradi gazdasági egylet Évkönyveit 1876-tól 1883-ig.
Munkatársa volt a Pallas Nagy-Lexikonának.